# Gouvernement Álvaro Uribe
Álvaro Uribe Velez, en sa qualité de président de la République de Colombie, constitue, en vertu de l'article 115 de la constitution colombienne, le chef du gouvernement de la Colombie.
Álvaro Uribe a été élu pour un premier mandat le 26 mai 2002, réélu pour un second mandat le 28 mai 2006.
Son premier gouvernement comprend 13 ministères dont six femmes nommés à la Défense, aux Affaires Étrangères, à la Culture, l'Éducation, l'Environnement et la Communication. 
Outre le président de la République, le gouvernement colombien comprend :
| Vice-président de la RépubliqueVicepresidente de la República                                                                   | Francisco Santos Calderón                |                 |                 |
| Ministre de l'Intérieur et de la JusticeMinistro del Interior y de Justicia                                                     | Fernando Londoño Hoyos                   | 2002            | 2003            |
| Ministre de l'Intérieur et de la JusticeMinistro del Interior y de Justicia                                                     | Sabas Pretelt de la Vega                 | 2003            | 2006            |
| Ministre de l'Intérieur et de la JusticeMinistro del Interior y de Justicia                                                     | Carlos Holguín Sardi                     | 2006            |                 |
| Ministre des Relations extérieuresMinistra/Ministro de Relaciones Exteriores                                                    | Carolina Barco Isakson                   | 2002            | 7 août 2006     |
| Ministre des Relations extérieuresMinistra/Ministro de Relaciones Exteriores                                                    | María Consuelo Araújo Castro             | 7 août 2006     | 19 février 2007 |
| Ministre des Relations extérieuresMinistra/Ministro de Relaciones Exteriores                                                    | Fernando Araújo                          | 19 février 2007 |                 |
| Ministre des Finances et du Crédit publicMinistro de Hacienda y Crédito Público                                                 | Roberto Junguito Bonnet                  | août 2002       | 6 juin 2003     |
| Ministre des Finances et du Crédit publicMinistro de Hacienda y Crédito Público                                                 | Alberto Carrasquilla Barrera             | 6 juin 2003     | février 2007    |
| Ministre des Finances et du Crédit publicMinistro de Hacienda y Crédito Público                                                 | Óscar Iván Zuluaga                       | février 2007    |                 |
| Ministre de la Défense nationaleMinistra/ministro de Defensa Nacional                                                           | Martha Lucía Ramírez de Rincón           | 2002            | 2003            |
| Ministre de la Défense nationaleMinistra/ministro de Defensa Nacional                                                           | Jorge Alberto Uribe Echavarría           | 2003            | 2005            |
| Ministre de la Défense nationaleMinistra/ministro de Defensa Nacional                                                           | Camilo Ospina Bernal                     | 2005            | 19 juillet 2006 |
| Ministre de la Défense nationaleMinistra/ministro de Defensa Nacional                                                           | Juan Manuel Santos                       | 19 juillet 2006 |                 |
| Ministre de l'Agriculture et du Développement ruralMinistro de Agricultura y Desarrollo Rural                                   | Andrés Felipe Arias Leyva                |                 |                 |
| Ministre de la Protection socialeMinistro de Protección Social                                                                  | Diego Palacio Betancourt                 |                 |                 |
| Ministre des Mines et de l'ÉnergieMinistro de Minas y Energia                                                                   | ?                                        |                 | 31 juillet 2006 |
| Ministre des Mines et de l'ÉnergieMinistro de Minas y Energia                                                                   | Hernán Martínez Torres                   | 31 juillet 2006 |                 |
| Ministre du Commerce, de l'Industrie et du TourismeMinistro de Comercio, Industria y Turismo                                    | ?                                        |                 | 15 janvier 2007 |
| Ministre du Commerce, de l'Industrie et du TourismeMinistro de Comercio, Industria y Turismo                                    | Luis Guillermo Plata Páez                | 15 janvier 2007 |                 |
| Ministre de l'Éducation nationaleMinistra de Educación Nacional                                                                 | Cecilia María Vélez White                |                 |                 |
| Ministre de l'Environnement, du Logement et du Développement territorialMinistro de Ambiente, Vivienda y Desarrollo Territorial |                                          |                 | 5 juillet 2006  |
| Ministre de l'Environnement, du Logement et du Développement territorialMinistro de Ambiente, Vivienda y Desarrollo Territorial | Juan Lozano                              | 5 juillet 2006  |                 |
| Ministre des CommunicationsMinistro/ministra de Comunicaciones                                                                  |                                          |                 | 19 juillet 2006 |
| Ministre des CommunicationsMinistro/ministra de Comunicaciones                                                                  | María del Rosario Guerra de La Espriella | 19 juillet 2006 |                 |
| Ministre des TransportsMinistro de Transporte                                                                                   | Andrés Uriel Gallego Henao               |                 |                 |
| Ministre de la CultureMinistro de Cultura                                                                                       | María Consuelo Araújo Castro             | 7 août 2002     | 7 août 2006     |
| Ministre de la CultureMinistro de Cultura                                                                                       | Elvira Cuervo de Jaramillo               | 7 août 2006     |                 |